# Captain America: The First Avenger
Captain America: The First Avenger is een Amerikaanse superheldenoorlogsfilm, gebaseerd op het personage Captain America van Marvel Comics. De film is geregisseerd door Joe Johnston en geproduceerd door Marvel Studios. De hoofdrollen worden vertolkt door Chris Evans, Hugo Weaving en Sebastian Stan. De film ging in première op 19 juli 2011.
Het is de vijfde film in het Marvel Cinematic Universe. De film is ook in 3D uitgebracht.

## Verhaal
De film begint met een scène in het heden, waarin te zien is hoe wetenschappers op de Noordpool een vreemd object in het ijs vinden. Het object heeft een rood, blauw en wit motief.
Vervolgens verplaatst het verhaal zich naar 1942. De Tweede Wereldoorlog woedt volop in Europa. Johann Schmidt, een nazi-officier die ook bekendstaat als de Red Skull, valt met een groep soldaten een kasteel in Tønsberg, Noorwegen, aan, en steelt een zogenaamde Kosmische Kubus die ook bekendstaat als "het juweel van Odin”. Ondertussen, in New York, probeert een jongeman genaamd Steve Rogers dienst te nemen in het Amerikaanse leger, maar hij komt niet door de keuring. Rogers vriend, Sgt. James "Bucky" Barnes, neemt hem vervolgens mee naar een tentoonstelling georganiseerd door Howard Stark.
Rogers wil kostte wat het kost zijn land dienen en onderneemt nog een poging in het leger te komen. Rogers trekt met zijn gedrevenheid de aandacht van dr. Abraham Erskine, die hem rekruteert voor een geheim militair project. Rogers zal worden gebruikt als testpersoon om de eerste supersoldaat ooit te creëren. Hij krijgt een speciaal serum toegediend en wordt bestraald met wat Erskine “vitastraling” noemt. Deze combinatie verandert Rogers van een lichamelijk zwakke man in een gespierd en kerngezond persoon. Zijn vaardigheden worden meteen op de proef gesteld wanneer een van de in het laboratorium aanwezige mannen de Nazispion Heinz Kruger blijkt te zijn. Kruger doodt Erskine. Rogers probeert Kruger nog te vangen, maar deze pleegt zelfmoord om te voorkomen dat hij kan worden ondervraagd.
Zonder Erskine is het onmogelijk het experiment te herhalen, dus zal het Amerikaanse leger het puur met Rogers moeten doen. Maar in plaats van hem naar het front te sturen, wordt hij ingezet om het leger te promoten via een show. Hij krijgt een speciaal kostuum en maakt onder de naam Captain America een tournee door het land om meer mensen aan te sporen dienst te nemen. Tevens maakt hij een reeks films en krijgt zijn eigen stripserie. Een jaar later reist hij af naar Italië om de troepen daar zijn steun te betuigen, maar ze moeten duidelijk niks van hem weten.
Wanneer Rogers hoort dat Barnes en een aantal andere soldaten gevangen zijn door Red Skull, overtuigt hij Stark en Peggy Carter om hem te helpen in het vijandige gebied te komen voor een reddingsactie. Rogers breekt in bij een kasteel dat door Red Skull wordt gebruikt als hoofdkwartier, en ontdekt dat Red Skull bezig is zijn eigen terroristische organisatie te vormen genaamd HYDRA om zo de nazi's omver te werpen en eigenhandig de wereld te veroveren. De Skull blijkt tevens al ver te zijn gevorderd met zijn onderzoek naar het juweel van Odin; hij heeft een reeks extra sterke bommen en futuristische wapens gemaakt met de energie van het juweel als krachtbron.
Rogers bevrijdt Barnes en de anderen en bevecht de Skull korte tijd, maar deze ontsnapt. Nu hij zichzelf heeft bewezen krijgt Rogers volledige status van legerkapitein en een positie aan het front. Hij stelt een ploeg samen bestaande uit Barnes, Timothy "Dum Dum" Dugan, Gabe Jones, Jim Morita, James Montgomery Falsworth, en Jacques Dernier om HYDRA een halt toe te roepen. Tevens krijgt Roger zelf een nieuw wapen; een rond schild gemaakt van vibranium. Samen vernietigen ze een voor een alle HYDRA-hoofdkwartieren. Tijdens een aanval op een pantsertrein van HYDRA wordt de rechterhand van de Skull, doctor Zola gevangengenomen, maar valt Barnes in een afgrond en wordt nadien dood gewaand. 
Uiteindelijk is er nog 1 HYDRA-basis over, waarvan Zola de locatie bekendmaakt. Rogers en zijn mannen dringen hier binnen, maar de Red Skull kan ontkomen in een hypermoderne bommenwerper, waarmee hij zijn zelfgemaakte bommen boven Amerika wil uitgooien. Rogers kan nog net mee aan boord klimmen. Aan boord van het vliegtuig bevechten de Skull en Rogers elkaar opnieuw. De Skull probeert het juweel van Odin te gebruiken, maar het voorwerp werkt niet naar behoren en de Skull desintegreert tot een lichtbundel, die de ruimte inschiet. Het juweel zelf valt uit het vliegtuig, dat niet veel later neerstort op de Noordpool. Stark onderneemt een zoekactie en vindt het juweel, maar van het vliegtuig en Rogers ontbreekt ieder spoor. Aangenomen wordt dat Rogers is omgekomen bij het vliegtuigongeluk.
Terug in het heden blijkt dat Steve Rogers het object was dat in het ijs was gevonden. Hij ontwaakt in een kamer die sterk lijkt op een typische ziekenhuiskamer uit de jaren 40, maar Rogers beseft dat de kamer slechts namaak is en vlucht het gebouw uit de straat op. Daar confronteert Nick Fury hem met de mededeling dat Rogers 70 jaar lang ingevroren heeft gezeten. Al het mogelijke zal gedaan worden om hem te helpen integreren in de moderne samenleving. Tevens vertelt Fury Rogers (in een bonusscène na de aftiteling) dat hij een speciale missie voor hem heeft.

## Rolverdeling

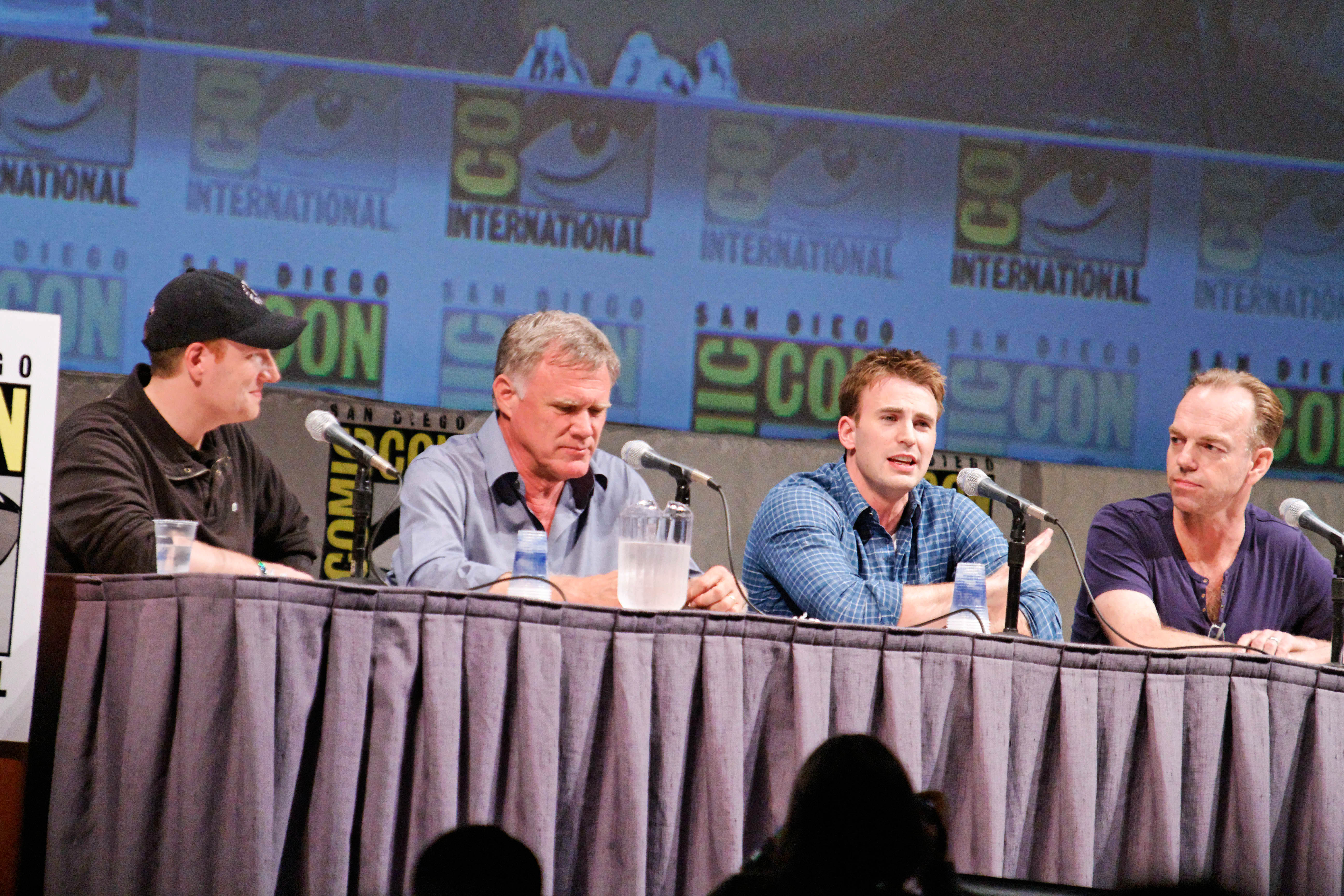
Ploeg van Captain America: The First Avenger op de San Diego Comic-Con International in 2010.

| Acteur            | Personage                      |
| ----------------- | ------------------------------ |
| Chris Evans       | Steve Rogers / Captain America |
| Hayley Atwell     | Peggy Carter                   |
| Sebastian Stan    | Bucky Barnes                   |
| Tommy Lee Jones   | Kolonel Chester Phillips       |
| Hugo Weaving      | Johann Schmidt / Red Skull     |
| Dominic Cooper    | Howard Stark                   |
| Richard Armitage  | Heinz Kruger                   |
| Stanley Tucci     | Dr. Abraham Erskine            |
| Samuel L. Jackson | Nick Fury                      |
| Toby Jones        | Arnim Zola                     |
| Neal McDonough    | Dum Dum Dugan                  |
| Derek Luke        | Gabe Jones                     |
| Kenneth Choi      | Jim Morita                     |
| JJ Field          | James Montgomery Falsworth     |
| Bruno Ricci       | Jacques Dernier                |
| Lex Shrapnel      | Gilmore Hodge                  |
| Michael Brandon   | Senator Brandt                 |
| Natalie Dormer    | Lorraine                       |
| William Hope      | S.H.I.E.L.D. Luitenant         |
| David Bradley     | Kerkbewaarder                  |
| Jenna Coleman     | Connie                         |
| Laura Haddock     | Handtekening vrouw             |
| Spencer Garrett   | Nieuwsaankondiger (stem)       |
| Stan Lee          | Generaal                       |

## Achtergrond

### Ontwikkeling
In april 1997 onderhandelde Marvel met Mark Gordon en Gary Levinsohn over een mogelijke verfilming van Captain America. Larry Wilson en Leslie Bohem zouden het scenario gaan schrijven. In mei 2000 ging Marvel samenwerken met Artisan Entertainment om de film te helpen financieren. Er brak echter een rechtszaak uit tussen Marvel Comics en Joe Simon over wie nu de rechten op Captain America bezat, waardoor de productie vertraging opliep. De rechtszaak duurde tot september 2003. In 2005 kreeg Marvel een investering van $525 miljoen van Merrill Lynch, wat hen in staat stelde onafhankelijk van grote filmstudio’s 10 films te produceren, waaronder Captain America. Paramount Pictures stemde toe de film te zullen uitbrengen.
Oorspronkelijk moest de film een opzichzelfstaande film worden, die zich voor de helft zou afspelen tijdens de Tweede Wereldoorlog, en voor de helft in het heden. Een belangrijk thema in de film zou zijn hoe de moderne wereld over zou komen op Steve Rogers. Deze film zou in 2008 in de bioscoop moeten verschijnen. De plannen werden echter tijdelijk opzij gezet om eerst te werken aan Iron Man. In juli 2006 werd David Self ingehuurd om het scenario voor Captain America te schrijven.
Captain America liep wederom vertraging op toen in 2007 en 2008 een staking uitbrak bij de Writers Guild of America. In januari 2008, toen de staking nog bezig was, wist Marvel Entertainment toch een akkoord te bereiken met de Writers Guild zodat de productie kon worden hervat. Op 5 mei 2008 kondigde Marvel The First Avenger: Captain America officieel aan voor mei 2011. Tevens ontstonden plannen om de film niet als een opzichzelfstaande productie uit te brengen, maar onderdeel uit te laten maken van een groter filmproject. Louis Leterrier, regisseur van The Incredible Hulk, bood zijn diensten aan voor de film, maar Marvel wees hem af. Regisseur Joe Johnston werd in november 2008 aangenomen. Hij huurde op zijn beurt Christopher Markus en Stephen McFeely in om het scenario te helpen herschrijven.

### Productie
In december 2009 maakte Johnston bekend in april 2010 met de opnames te willen beginnen.
In maart 2010 maakte Variety bekend dat Chris Evans was geselecteerd als Captain America, en Hugo Weaving als de Red Skull. Evans had eerder echter al twee keer het aanbod van Marvel afgewezen, uit angst dat als de film een flop of een te groot succes zou worden, dit zijn carrière zou schaden. In april 2010 werd bekend dat Sebastian Stan, die eerder als een mogelijke kandidaat voor de rol van Captain America werd beschouwd, in plaats daarvan Bucky Barnes zou gaan spelen. Diezelfde maand stemde Hayley Atwell toe de rol van vrijheidsstrijdster Peggy Carter te zullen vertolken.
In april 2010 werd de titel van de film aangepast van The First Avenger: Captain America naar Captain America: The First Avenger. Samuel L. Jackson onthulde dat hij de rol van Nick Fury, die hij eerder al speelde in de twee Iron Man-films, weer zou vertolken in Captain America: The First Avenger. Zijn mannen, de “Howling Commandos”, zullen ook in de film meespelen.
Op 28 juni 2010 begonnen de opnames. Die dag werd op het laatste moment ook bekend dat Tommy Lee Jones de rol van kolonel Chester Phillips zou spelen. In juli 2010 werden opnames gemaakt in Londen. Enkele oorlogsscènes werden in september 2010 opgenomen in Caerwent.

### Filmmuziek
De muziek van de film bestaat uit de orkestrale muziek van Alan Silvestri, en het lied "Star Spangled Man" van Alan Menken en David Zippel.

Alle muziek is geschreven door Alan Silvestri, tenzij anders vermeld.
| 1.                 | Captain America Main Titles |              |             | 0:56 |
| 2.                 | Frozen Wasteland            |              |             | 1:53 |
| 3.                 | Schmidt's Treasure          |              |             | 3:01 |
| 4.                 | Farewell to Bucky           |              |             | 2:50 |
| 5.                 | Hydra Lab                   |              |             | 1:54 |
| 6.                 | Training the Supersoldier   |              |             | 1:08 |
| 7.                 | Schmidt's Story             |              |             | 1:59 |
| 8.                 | VitaRays                    |              |             | 4:25 |
| 9.                 | Captain America "We Did It" |              |             | 1:59 |
| 10.                | Kruger Chase                |              |             | 2:55 |
| 11.                | Hostage On the Pier         |              |             | 2:46 |
| 12.                | General's Resign            |              |             | 2:18 |
| 13.                | Unauthorized Night Flight   |              |             | 3:13 |
| 14.                | Troop Liberation            |              |             | 5:06 |
| 15.                | Factory Inferno             |              |             | 5:06 |
| 16.                | Triumphant Return           |              |             | 2:16 |
| 17.                | Invader's Montage           |              |             | 2:16 |
| 18.                | Hydra Train                 |              |             | 3:27 |
| 19.                | Rain Fire Upon Them         |              |             | 1:39 |
| 20.                | Motorcycle Mayhem           |              |             | 3:05 |
| 21.                | Invasion                    |              |             | 5:09 |
| 22.                | Fight On the Flight Deck    |              |             | 3:30 |
| 23.                | This Is My Choice           |              |             | 3:26 |
| 24.                | Passage of Time             |              |             | 1:35 |
| 25.                | Captain America             |              |             | 1:08 |
| 26.                | Star Spangled Man           | David Zippel | Alan Menken | 2:53 |
| Totale duur: 71:53 |                             |              |             |      |

### Marktstrategie
In juni 2010 werd het officiële logo van Captain America: The First Avenger op internet gepubliceerd. Op de San Diego Comic-Con International van 2010 werd al wat beeldmateriaal van de film vertoond.
Sega heeft bekendgemaakt dat tegelijk met de film een computerspel getiteld Captain America: Super Soldier zal worden uitgebracht voor de Xbox 360, PlayStation 3, Nintendo Wii, PlayStation Portable en Nintendo DS.

### Uitgave en ontvangst
Captain America: The First Avenger ging op 22 juli 2011 in première in de Verenigde Staten. De eerste dag bracht de film 4 miljoen dollar op en overtrof daarmee de superheldenfilms Thor en Green Lantern. Wereldwijd bracht de film $368.608.363 op.
De film kreeg over het algemeen goede kritieken. Op Rotten Tomatoes geeft 76% van de recensenten de film een positieve beoordeling.

### Connecties met andere films
Captain America: The First Avenger is onderdeel van het Marvel Cinematic Universe; een reeks live-action films die zich allemaal afspelen in hetzelfde fictieve universum.
- Samen met Iron Man, The Incredible Hulk en Thor is Captain America bedoeld als aanloop naar The Avengers.
- Dominic Cooper speelt in deze film een jonge versie van Howard Stark, de vader van Tony Stark (Iron Man).
- Samuel L. Jackson was eerder al te zien als Nick Fury in de films Iron Man en Iron Man 2.
- Het Noorse dorp waar de Red Skull het juweel vindt, is hetzelfde dorp waar de strijd tussen de Asgaridanen en de IJsreuzen plaatsvond in de openingsscène van de film Thor, maar dan een paar eeuwen later. Ook is dit hetzelfde dorp waar later de Asgardians intrekken in de “vijf jaar later” periode in Avengers: Endgame

## Prijzen en nominaties
In 2012 won Captain America: The First Avenger een BMI Film Music Award voor filmmuziek, en een VES Award voor Outstanding Compositing in a Feature Motion Picture.
De film werd voor nog 15 andere prijzen genomineerd, waaronder 7 Saturn Awards, een Hugo Award voor Best Dramatic Presentation - Long Form, en 2 Teen Choice Awards.